# ۳۵۴ (قمری)
۳۵۴ (قمری)، سیصد و پنجاه و چهارمین سال در گاهشماری هجری قمری است. اول محرم این سال برابر با دوازدهم ژانویه سال ۹۶۵ میلادی است.